# Андреа Ельсон
А́ндреа Е́льсон (англ. Andrea Elson, нар. 6 березня 1969, Нью-Йорк) — американська акторка, найбільш відома за роль Лінн Таннер у телесеріалі «Альф».

## Життєпис
Народилася 6 березня 1969 року в Нью-Йорку. Її сім'я часто переїздила через роботу батька, що займався рекламою. Коли Андреа жила в Сан-Дієго, її батьки знайшли для неї агента, і незабаром Андреа одержала першу роль в рекламному ролику, також брала участь у кількох постановках місцевих театрів.
У 1983 році, після переїзду з родиною до Лос-Анджелеса, у віці 14 років Ельсон дебютувала на телебаченні, зігравши одну з головних ролей у пригодницькому серіалі "Whiz Kids" на каналі CBS. У серіалі Ельсон зіграла Еліс Тайлер разом з Метью Лаборто, Тоддом Портером і Джеффрі Жаке — групу підлітків-детективів, які розкривають злочини й притягують злочинців до відповідальності за допомогою комп'ютера, що розмовляє.
Хоча Whiz Kids проіснував лише один сезон, роль Ельсон в Еліс зробила 14-річну дівчинку та її колег-підлітків помітними фігурами в різних підліткових журналах тієї епохи, включаючи 16 magazine, Bop і Teen Beat, серед інших. Ця роль також привела до того, що Ельсон і решту підлітків з Whiz Kids з'явилися в перехресному епізоді серіалу "Simon & Simon" 1983 року під назвою "Літати в небесах алібі".
У 1986 році Ельсон отримала одну з головних ролей у науково-фантастичній ситуаційній комедії NBC "ALF". У серіалі Ельсон зобразила Лінн Таннер, доньку-підлітка з типової сім'ї середнього класу з передмістя, яка усиновила дружнього інопланетянина у виконанні ляльковода Пола Фуско. Серіал тривав чотири сезони, і роль Ельсон принесла актрисі-підлітку дві номінації на премію "Молодість у кіно" перед тим, як серіал було закрито у 1990 році..
Після закриття "АЛФ" Ельсон продовжувала з'являтися в різноманітних телевізійних ролях, знімаючись у численних популярних телесеріалах того часу, серед яких "Хто в домі господар?", «Паркер Льюіс не може програти», "ABC Afterschool Special", "Одружені... з дітьми", "Без розуму від тебе", "Крок за кроком", "Молоді та невгамовні", а також у телевізійних фільмах "Класний круїз" і "Франкенштейн: Студентські роки".

## Приватне життя
1993 року вийшла заміж за асистента режисера серіалу «Альф» Скотта Гопера.
З 2008 року Андреа Ельсон працює інструкторкою та власницею студії з йоги.

## Фільмографія
| Рік       |    | Українська назва                   | Оригінальна назва               | Роль          |
| --------- | -- | ---------------------------------- | ------------------------------- | ------------- |
| 1983      | с  | Саймон і Саймон                    | Simon & Simon                   | Еліс Тайлер   |
| 1983—1984 | с  |                                    | Whiz Kids                       | Еліс Тайлер   |
| 1985      | с  | Срібні ложки                       | Silver Spoons                   | Кімберлі      |
| 1986—1990 | с  | Альф                               | ALF                             | Лінн Таннер   |
| 1989      | тф | Шкільний круїз                     | Class Cruise                    | Стейсі Постон |
| 1990      | с  | Хто тут бос?                       | Who's the Boss?                 | Мелінда       |
| 1990      | с  | Паркер Льюіс не може програти      | Parker Lewis Can't Lose         | Деніз         |
| 1990      | с  | Вони прийшли із відкритого космосу | They Came from Outer Space      | Джулі Картер  |
| 1991      | с  | ABC Спеціально після школи         | ABC Afterschool Special         | Ліз           |
| 1991      | с  | Одружені люди                      | Married People                  | Меделін       |
| 1991      | тф | Франкенштейн: Роки в коледжі       | Frankenstein: The College Years | Енді Річмонд  |
| 1993      | с  | Одружені... та з дітьми            | Married... with Children        | Гайді         |
| 1994      | с  | У захваті від тебе                 | Mad About You                   | Джоанн        |
| 1996      | с  | Крок за кроком                     | Step by Step                    | Бонні         |
| 1997      | с  | Негідники                          | Men Behaving Badly              | дівчина №1    |

## Премії та номінації
| Рік  | Премія          | Номінація                                                   | Робота | Результат |
| ---- | --------------- | ----------------------------------------------------------- | ------ | --------- |
| 1986 | «Молодий актор» | Винятковій молодій акторці у новому комедійному телесеріалі | «Альф» | Номінація |
| 1989 | «Молодий актор» | Найкращій молодій акторці у комедійному телесеріалі         | «Альф» | Номінація |